# Relichna
Relichna is een geslacht van weekdieren uit de klasse van de Gastropoda (slakken).

## Soorten
- Relichna aupouria (Powell, 1937)
- Relichna hadra Valdés, 2008
- Relichna murdochi (Suter, 1913)
- Relichna pachys (Watson, 1883)
- Relichna simplex (Locard, 1897)
- Relichna sumatrana (Thiele, 1925)
- Relichna venustula (A. Adams, 1862)